# Nina Reichenbach
Pour les articles homonymes, voir Reichenbach.
Nina Reichenbach née le 3 février 1999, est une trialiste VTT professionnelle allemande.

## Palmarès en VTT trial

### Championnat du monde
- Lillehammer-Hafjell 2014 
  -  Médaillée d'argent du vélo trial 20 pouces
- Vallnord 2015 
  -  Médaillée d'argent du vélo trial 20 pouces
  -  Médaillée de bronze du trial par équipes
- Val di Sole 2016 
  -  Championne du monde de vélo trial 20 pouces
  -  Médaillée de bronze du trial par équipes
- Chengdu 2017 
  -  Championne du monde de vélo trial 20 pouces
  -  Médaillée de bronze du trial par équipes
- Chengdu 2018 
  -  Championne du monde de vélo trial 20 pouces
  -  Médaillée d'argent du vélo trial par équipes
- Chengdu 2019 
  -  Championne du monde de vélo trial 20 pouces
- Vic 2021 
  -  Médaillée d'argent de vélo trial 20 pouces
  -  Médaillée de bronze du vélo trial par équipes
- Abou Dabi 2022
  -  Championne du monde de vélo trial 20 pouces
  -  Médaillée de bronze du vélo trial par équipes
- Glasgow 2023
  -  Championne du monde de vélo trial 20 pouces
- Abou Dabi 2024
  -  Médaillée de bronze de vélo trial 20 pouces
  -  Médaillée de bronze du vélo trial par équipes

### Coupe du monde
- Coupe du monde de VTT trial
  - 2014 : 3e du classement général
  - 2015 : 3e du classement général
  - 2016 : 1re du classement général
  - 2017 : 1re du classement général
  - 2018 : 1re du classement général
  - 2019 : 2e du classement général
  - 2021 : 1re du classement général
  - 2022 : 2e du classement général
  - 2023 : 3e du classement général
  - 2024 : 2e du classement général

- Coupe du monde de cross-country eliminator
  - 2022 : 47e du classement général

### Championnats d'Europe
- 2014
  -  Médaillée de bronze du trial
- 2015
  -  Médaillée d'argent du trial
- 2016
  -  Médaillée d'argent du trial
- 2018
  -  Championne d'Europe de vélo trial
- 2019
  -  Championne d'Europe de vélo trial
- 2023
  -  Médaillée de bronze du trial
- 2024
  -  Médaillée d'argent du trial